# Afrithelphusa leonensis
Afrithelphusa leonensis е вид ракообразно от семейство Potamonautidae.

## Разпространение
Видът е разпространен в Сиера Леоне.

## Описание
Популацията им е намаляваща.